# Eparquía de Przemyśl y Sámbir (ortodoxa)
La eparquía de Przemyśl y Sámbir (en ucraniano: Перемишльська єпархія y en polaco: Eparchia przemysko-samborska) fue una circunscripción eclesiástica de la Iglesia ortodoxa de Constantinopla en la Rus de Kiev. Se trataba de una eparquía bizantina, sufragánea del metropolitanato de Kiev y toda la Rus. El 28 de abril de 1693 se incorporó a la eparquía de Przemyśl, Sámbir y Sanok de la Iglesia católica.

## Territorio y organización

Mapa de la Rus de Kiev, siglos -

La eparquía extendía su jurisdicción sobre los fieles de rito bizantino residentes en parte de la Rus de Kiev en territorios que hoy son parte de Polonia y Ucrania. 

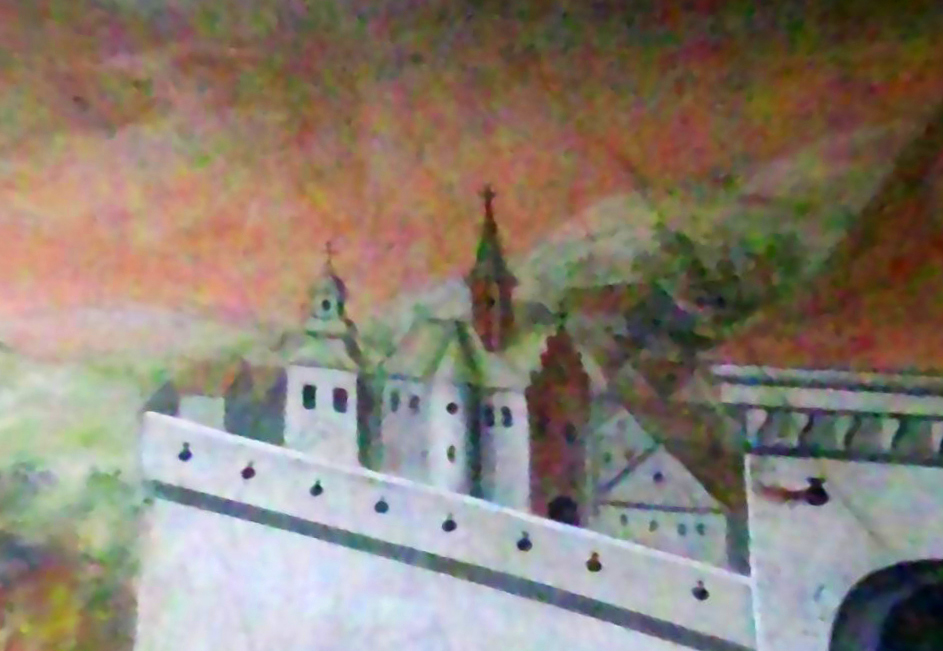
Catedral de San Juan Bautista, en Przemyśl (c. 1540-1693)

La sede de la eparquía se encontraba inicialmente en la ciudad de Przemyśl, en donde se hallaba la Catedral de San Juan Bautista, que en 1412 pasó a la Iglesia católica y fue desmantelada en 1460. Tras la expulsión la residencia de los eparcas ortodoxos se ubicó hasta 1500 en el suburbio de Wolczy, donde se utilizó la Iglesia de la Asunción de la Santísima Virgen María. Circa 1540 se construyó otra catedral en Przemyśl con el nombre de San Juan Bautista, que pasó a la Iglesia greco-católica en 1693 y fue desmantalada en 1780. En algunos momentos la sede se ubicó en Sámbir.

## Historia

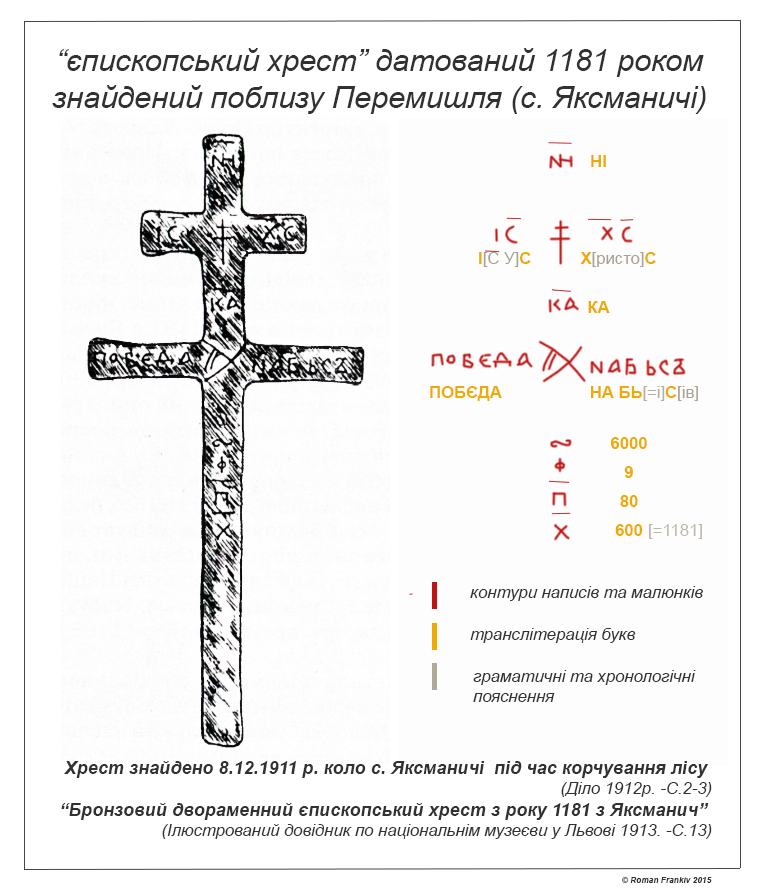
Cruz episcopal de 1181, encontrada en las cercanías de Przemyśl

El cristianismo llegó a la tierra de Przemyśl procedente del estado de Gran Moravia: el príncipe de Gran Moravia Svyatopolk (870-894) ocupó la Croacia Blanca (actual Galitzia) entre 872 y 875, durante la vida de Metodio. Los discípulos de Cirilo y Metodio difundieron el cristianismo en la tierra de Przemyśl en el siglo IX; se trataba del cristianismo de rito oriental.
Una de las primeras sedes episcopales de Galitzia se erigió en Przemyśl. Existen diversas hipótesis que sugieren diferentes fechas de su origen: 1026, 1087 o entre 1117 y 1128. La fecha más probable es 1120, cuando Volodar Rostíslavich reinó en Przemyśl. También existe una versión que sostiene que la sede de Przemyśl se trasladó a Hálych, tras el establecimiento de esta última como capital del principado. Según esta versión, la diócesis independiente de Przemyśl se restableció entre 1205 y 1211.
El primer obispo documentado de Przemyśl es Antonio (Dobrynya) Yandreykovych, cuyo nombramiento se asocia con el reinado de Mstislav Udatny en Galitzia. Esto fundamenta una fecha posterior para la fundación de la eparquía: aproximadamente entre 1219 y 1220.
Inicialmente, la eparquía era parte del metropolitanato de Kiev y toda la Rus, sin embargo, desde 1302 a 1332, desde 1337 a 1347 y desde 1371 a 1401 fue parte de la metropolitanato de Hálych.
Según algunas fuentes, en 1254 la sede se trasladó a Sámbir, pero el obispo de Przemyśl recibió el título de Sámbir por primera vez en 1422. De vez en cuando, los obispos regresaban a Przemyśl, y la eparquía de Sámbir existía por separado. En particular, se sabe que en 1412 el rey Vladislao II de Polonia ordenó que la catedral de Przemyśl fuera arrebatada a los ortodoxos y entregada a los católicos, lo que obligó al obispo ortodoxo de Przemyśl a trasladar la sede de la catedral al pueblo suburbano de Wolczy.
El 6 de julio de 1439 fue proclamada la unión entre la Iglesia ortodoxa y el papa en el Concilio de Florencia, unión que en el metropolitanato de Kiev se mantuvo hasta 1481 incluyendo a Przemyśl. 
La sede finalmente regresó de Sámbir a Przemyśl en 1451 (según otras fuentes, en 1552). Entre 1662 y 1680, la sede se ubicó en Sanok debido a un conflicto con el uniato de Przemyśl, tras lo cual los obispos regresaron de nuevo a Przemyśl.
En 1422 las eparquías de Przemyśl y Sámbir se unieron, con su centro en Przemyśl. En 1422 los eparcas de Przemyśl comenzaron a llamarse de «Przemyśl y Sámbir», y a partir de 1668, «Przemyśl, Sámbir y Sanok».

### Eparquía greco-católica
El 27 de agosto de 1595 el obispo Miguel Kopystynski de Przemyśl y Sámbir anunció su adhesión a la Unión de Brest con la Iglesia católica, pero en octubre de 1596 la rechazó. En 1609 se erigió la eparquía greco-católica de Przemyśl, Sámbir y Sanok, de la cual el primer obispo fue Aleksander Atanazy Krupecki. La eparquía ortodoxa se extinguió por primera vez en enero de 1610.

### Restauración
En agosto de 1620 el patriarca Teófanes III de Jerusalén de paso por Kiev y a petición del hetman cosaco Petro Konashevych-Sahaidachny consagró una nueva jerarquía ortodoxa en obediencia al patriarca de Constantinopla y bajo protección cosaca, incluyendo a Isaías Kopynsky-Borysovych como obispo de Przemyśl y Sámbir. El rey Segismundo III Vasa de Polonia prohibió esta jerarquía ortodoxa, pero en 1633 fue reconocida por el rey Ladislao IV de Polonia, quedando establecida como jerarquía rival de la greco-católica. La iglesia de la ciudad de Sanok se convirtió en catedral bajo el obispo Antoniy Vynnytsky, quien fundó una nueva eparquía allí durante su estancia entre 1668 y 1675, llamada Przemyśl, Sámbir y Sanok. En 1685 pasó a la jurisdicción de la Iglesia ortodoxa rusa. 
El 23 de junio de 1691 el obispo Inocencio de Przemyśl, Sámbir y Sanok, partidario de la Iglesia de la Unión de Brest, declaró públicamente en Varsovia que él y toda su grey pertenecían a la unión. La Unión se implantó en toda la diócesis el 28 de abril de 1693.
La eparquía ortodoxa de Przemyśl fue revivida en 1983 cuando Adam (Dubec) fue nombrado obispo de la eparquía de Przemyśl-Gorlice de la Iglesia ortodoxa de Polonia, con sede en Sanok.

## Episcopologio

### Eparcas de Przemyśl
- Antonio Andreikovitch † (1220-1225)
- Hilarión † (?-1254)
- Abraham † (1254-mencionado en 1271)
- Jeremías † (mencionado en 1282)
- Sergio † (1283-1287)
- Memnón † (1287-1292)
- Hilarión † (1292-1302)
- Eutimio † (1302-?)
- George † (mencionado en 1315)
- Joaquín † (?-1328)
- Marcos † (mayo de 1328-1341 falleció)
- Kirill Voloshyn † (mencionado en 1353)
- Hilarión † (1366-1370)
- Basilio † (1371-mencionado en 1375)
- Hilarión † (1387-1392)
- Atanasio † (1397-mencionado en 1407)
- Pablo de Chervensky † (1410-1414)
- Gelasio † (1414-1421)
- Elías Isaías †(1421-mencionado el 12 de octubre de 1422)

### Eparcas de Przemyśl y Sámbir
- Atanasio Drohojovsky-Korczak † (1440-1443)
- Antonio † (1449-?)
- Juan † (1451-?)
- Juan de Byretsk † (mencionado entre 1462 y 1467)
- Ioánniki Ivanka † (1469-1476)
- Ioannikiy † (mencionado entre 1491 y 1497)
- Antonio Onyki † (1499-1520)
- Joaquín † (1522-1528)
- Lavrenty Terletsky † (1528-mencionado en 1535)
- Arsenio † (1539-1549)
- Antonio Radylovsky † (1549-1581)
- Juan Radylowski † (1578-1580)
- Stefan Brylinsky † (1581-febrero de 1591)
  - Gedeón Balaban † (1591) (administrador temporal y obispo de Leópolis)
- Mykhailo Kopystensky (agosto de 1591-enero de 1610)
- Isaías Kopynsky-Borysovych † (6 de octubre de 1620-15 de agosto de 1628)
  - John Popel † (1633-1634) (administrador temporal)
- Silvestre Gulevich-Voyutynsky † (1636-1645/1650)

### Eparcas de Przemyśl, Sámbir y Sanok
- Antonio Vynnytskyi (27 de junio de 1662-1679)[nota 1]
- Yuri Goshovsky (1667-1675)
- Innokenty Vynnytsky (21 de noviembre de 1680-1691)[nota 2]